# Трино
Трино (итал. Trino) је насеље у Италији у округу Верчели, региону Пијемонт.
Према процени из 2011. у насељу је живело 6953 становника. Насеље се налази на надморској висини од 136 м.

## Становништво
Према резултатима пописа становништва 2011. у општини је живело 7.437 становника.
| 1931.  | 1936.  | 1951. | 1961. | 1971. | 1981. | 1991. | 2001. | 2011. |
| ------ | ------ | ----- | ----- | ----- | ----- | ----- | ----- | ----- |
| 11.005 | 10.702 | 9.737 | 9.148 | 9.587 | 9.085 | 8.217 | 7.605 | 7.437 |

## Партнерски градови
- Шовињи
- Гајзенхајм
- Banfora